# 台湾文化協会

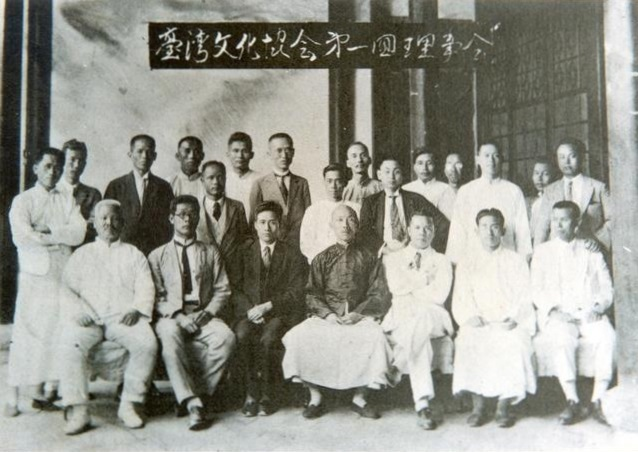
台湾文化協会第1回理事会での記念撮影

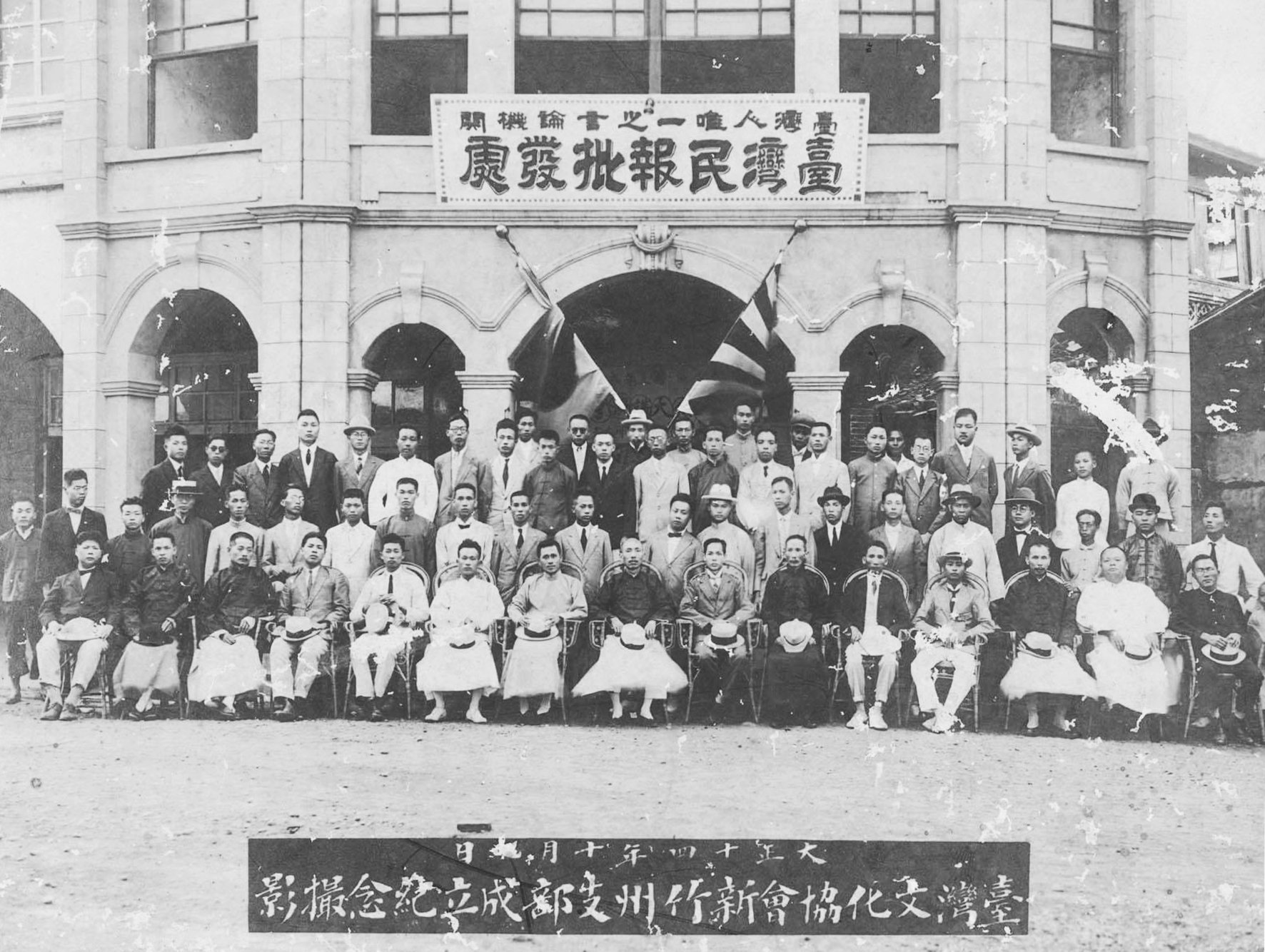
新竹州支部成立記念撮影（1925年）

台湾文化協会（たいわんぶんかきょうかい）は日本統治時代の台湾において1921年（大正10年）に設立された文化的啓蒙を目的とする民間団体である。

## 成立
蔣渭水が提唱し、林献堂が先頭に立って青年学生を結集し、1921年10月17日に設立大会が開かれた。大会は、台北市大稲埕の静修女子学院（現在の静修女中）にて行われ、医師、地主、公学校卒業者や海外留学経験者を中心に1,000名を超す出席者が出席した。この設立大会において林が総理に就任した。設立時のその他主要人物としては、王敏川、林呈禄、蔡恵如、李応章、林幼春、蔡培火、連温卿などがいる。同化会、新民会の流れを汲むものといえる。同年11月30日の発足総会において、医師でもある蔣渭水は、自身を主治医、台湾を患者に見立てた「台湾診断書」と称する演説を残している。すなわち「台湾人は今病気にかかっている。その病とは知識の栄養不足症である。文化運動のみがこの病の唯一の治療薬である。文化協会は研究を重ねて治療を施す機関である。」と述べている。同協会の設立趣旨がよく表れている演説である。

## 運動
同協会の目的は、台湾人が文化活動に従事し、その活動の質を高めていくことを強く奨励するという文化啓蒙活動であった。しかし、同協会と同年に始まっている台湾議会設置請願運動という政治的な活動と車の両輪のように台湾社会を奮発させ、台湾人の自己向上へ導いた。同協会の最も影響力のあった活動は、1923年（大正12年）から1927年（昭和2年）まで各地で行われた講演会や講習会である。『台湾通史』の著者である連雅堂による台湾史と漢文講座、哲学博士の林茂生による西洋史講座や、医師の蔣渭水による公衆衛生講座を初め弁護士や学者による法律講座や経済学講座が行なわれた。統計によれば1925年（大正14年）、1926年（大正15年）の2年間の講座受講者は23万人を数えた。この活動は同協会が設立した新聞社である『台湾民報』を宣伝媒体とし、台北市、新竹市、台中市、員林鎮、台南市等に十数社の活動拠点を設立し行われた。また、1924年からは夏休み期間を利用した「夏季学校」の活動を開始し、協会総理の林献堂が自宅を提供し大衆教育に力を注いだ。さらに、専務理事であった蔡培火は大衆教育における映画の重要性に着目し、1925年には東京より社会教育映画十数本を購入し、社会教育に供している。

## 分裂
このような盛んな活動を行った同協会ではあったが、1927年から、文協内部の左右両派の対立が表面化した。連温卿の勧めにより参加した左派青年が文協主流派を占めたため、右派の退会が始まった。連温卿、王敏川を中心とする左派は新文協を、同年1月3日結成した。一方、右派の蔣渭水、蔡培火らは同年5月29日に「台湾民党」を設立したのち、同年7月10日に台湾最初の合法政党である「台湾民衆党」を結成した。左派が実権を握った新文協は、講演会活動を継続させたほか、左派農民との共同戦線を結成し農民労働者運動に積極的に介入した。また『台湾大衆時報』を創刊し、新劇活動を通じて自己の理想の宣伝にあたった。しかし間もなく王敏川が主導する「上大派」（上海大学留学経験者が主体をしめていたためこのように称される）と連温卿派との対立により活動が衰退した。
謝雪紅が中心となり「台湾共産党」を設立すると、文化協会および台湾農民組合に大きな影響を与えるようになった。まもなく連温卿派が失脚し1929年（昭和4年）に除名処分を受けると文協台北支部は廃止され、それ以降は台湾共産党の附属組織と化した。

## 消滅
組織の分裂と多くの会員の逮捕により1930年（昭和5年）12月、台湾文化協会は消滅した。